# Das Innere Reich
Das Innere Reich war eine von April 1934 bis Herbst 1944 in München herausgegebene Literaturzeitschrift mit national-konservativer Grundhaltung.

## Inhalt, Geschichte und Rezeption
Die „Zeitschrift für Dichtung, Kunst und deutsches Leben“, so ihr Untertitel, wurde von Paul Alverdes und Karl Benno von Mechow herausgegeben und erreichte eine Auflage von 5000 bis 6000 Exemplaren. Der Plan, ein konservatives Gegengewicht zur Neuen Rundschau, der literarischen Zeitschrift des S. Fischer Verlags zu schaffen, hatte seit 1932 bestanden, die Erstausgabe erschien jedoch erst im April 1934. Mechow edierte ab 1934, stieg aber 1938 wieder aus. Auch wenn die Zeitschrift ein breites literarisches Spektrum bot und nicht nur nationalsozialistische, sondern auch politisch nicht festgelegte oder unbelastete Autoren veröffentlichte, bekannten sich die Herausgeber zu den „neuen Verhältnissen“. Im programmatischen Aufsatz zu Beginn der ersten Nummer kritisiert Mechow literarische Exilanten und erklärt den Namen der Monatsschrift: Entgegen der Meinung einer verzweifelten, sogenannten „Geistigkeit“, die sich innerlich schon längst, äußerlich nun auch durch die Auswanderung von der Volkseele gelöst hat, sprechen wir getrost hier vom „Inneren Reich“, und nennen eine neue Zeitschrift, die der deutschen Dichtung und der deutschen Kunst dienen will, nach diesem Wort. Die Monatsschrift ist umstritten, auch weil der obengenannte Aufsatz zuvor bereits Adolf Hitler verherrlicht.
Im Oktober 1936 wurde die Zeitschrift wegen dreier nicht mit der Ideologie übereinstimmender Aufsätze in der Augustnummer (zwei zum Geburtstag Friedrichs des Großen) kurzzeitig verboten. Die SS-Zeitschrift Das schwarze Korps griff unter dem Titel „Und das nennt sich Inneres Reich“ einen Beitrag über den Preußenkönig als „groteske Unverschämtheit“ an; das Parteiblatt Völkischer Beobachter nannte die Kulturzeitschrift ein „Produkt jenes üblen Literatentums, das sich in seinem überheblichen Intellektualismus bewußt von der Gemeinschaft des neuen Staates fernhielt und in einer ebenso albernen wie gesuchten Geistesathletik den Inbegriff schriftstellerischer Arbeit erblickte“.
Joseph Goebbels notierte am 13. Oktober 1936 dazu in sein Tagebuch:

„Gestern: gelesen, gearbeitet. Zwei Zeitschriften „Inneres Reich“ und „Querschnitt“ wegen dreister Unverschämtheiten verboten. Das hat wohlgetan. Die waren wieder frech wie Dreck.“

Nach Interventionen des Verlegers Gustav Pezold und des Schriftstellers Ernst von Salomon bei mehreren NS-Größen wurde das Verbot am 23. Oktober 1936 wieder aufgehoben. Die Zeitschrift konnte dann bis zum Herbst 1944 weiter erscheinen.

## Autoren
Neben den beiden Herausgebern veröffentlichten in dem Blatt z. B.
- Ludwig Friedrich Barthel
- Walter Bauer
- Ernst Bertram
- Richard Billinger
- Rudolf G. Binding
- Friedrich Bischoff
- Hans Friedrich Blunck
- Johannes Bobrowski
- Antun Bonifacic
- Bruno Brehm[12]
- Georg Britting
- Ernst von Dombrowski[13]
- Günter Eich
- Karl Foerster
- Gertrud Fussenegger
- Gerd Gaiser
- Albrecht Goes[14]
- Hans Grimm
- Martin Heidegger: Hölderlin und das Wesen der Dichtung.[15]
- Jens Heimreich
- Curt Hohoff
- Ernst Rudolf Huber
- Peter Huchel
- Paul Anton Keller[16]
- Jochen Klepper
- Erwin Guido Kolbenheyer
- Max Kommerell
- Ivan Goran Kovačić
- Karl Krolow[17]
- Erwin Laaths
- Max Mell[18]
- Diemar Moering[19]
- Otto Nebelthau
- Wolf von Niebelschütz
- Rudolf Riester[20]
- Herbert Sailer
- Oda Schaefer
- Wilhelm Schäfer
- Adolf Schinnerer[21]
- Friedrich Schnack
- Reinhold Schneider
- Rudolf Alexander Schröder
- Gerhard Schumann
- Amand Simoens
- Emil Strauß
- Kurt Lothar Tank[22]
- Rudolf Thiel
- Ludwig Tügel
- Franz Tumler[23]
- Georg von der Vring
- Josef Weinheber[24]
- Ernst Wiechert
- Heinrich Zillich